# Eleutherodactylus barlagnei
Eleutherodactylus barlagnei es una especie de anfibio anuro de la familia Eleutherodactylidae.

## Distribución geográfica
Esta especie es endémica de Basse-Terre en Guadalupe. Habita desde el nivel del mar hasta los 1400 m de altitud.

## Descripción
Las hembras miden hasta 32 mm.

## Etimología
Esta especie lleva el nombre en honor a Patrice Barlagne.

## Publicación original
- Lynch, 1965 : A new species of Eleutherodactylus from Guadeloupe, West Indies. Breviora, n.º 220, p. 1-7[5]